# Championnat de Maurice de football 2010
Navigation
Saison précédente Saison suivante
La saison 2010 de Barclays League est la soixante-septième édition de la première division mauricienne. Les treize meilleures équipes du pays s'affrontent en matchs aller et retour au sein d'une poule unique. À la fin du championnat, le dernier du classement est relégué et remplacé par les deux meilleures équipes de deuxième division. Pour la première de son histoire, le championnat est organisé en suivant l'année civile (de mars à novembre) et non plus de septembre à avril.
C'est le club de Pamplemousses SC qui a été sacré champion de Maurice pour la deuxième fois de son histoire, après le titre remporté en 2006. Le club de Belle-Vue, termine en tête du classement final du championnat, avec neuf points d'avance sur l'AS Port-Louis 2000 et douze sur un duo composé de Petite Rivière Noire SC et de l'AS de Vacoas-Phoenix. Le tenant du titre, Curepipe Starlight, ne termine qu'à la 5e place, à 13 points du champion.
Aucune équipe de Maurice ne se qualifie pour des compétitions continentales.

## Les équipes participantes
| - Curepipe Starlight SC - Faucon Flacq SC - Promu de D2 - Etoile de l'Ouest - CTNFB - 19 ans - Pointe-aux-Sables Mates - Savanne SC - AS Port-Louis 2000 | - Pamplemousses SC - AS de Vacoas-Phoenix - Petite Rivière Noire SC - US Beau-Bassin/Rose Hill - Entente Boulet Rouge-Riche Mare Rovers - Promu de D2 - AS Rivière du Rempart |

## Classement
Le classement est établi sur le barème de points classique (victoire à 3 points, match nul à 1, défaite à 0).
| Rang | Équipe                                     | Pts | J  | G  | N | P  | Bp | Bc | Diff |
| ---- | ------------------------------------------ | --- | -- | -- | - | -- | -- | -- | ---- |
| 1    | Pamplemousses SC                           | 52  | 24 | 16 | 4 | 4  | 48 | 17 | +31  |
| 2    | AS Port-Louis 2000                         | 46  | 24 | 13 | 7 | 4  | 41 | 20 | +21  |
| 3    | Petite Rivière Noire SC                    | 40  | 24 | 11 | 7 | 6  | 53 | 29 | +24  |
| 4    | AS de Vacoas-Phoenix (C)                   | 40  | 24 | 11 | 7 | 6  | 48 | 25 | +23  |
| 5    | Curepipe Starlight SC (T)                  | 39  | 24 | 11 | 6 | 7  | 32 | 28 | +4   |
| 6    | Savanne SC                                 | 38  | 24 | 11 | 5 | 8  | 31 | 33 | -2   |
| 7    | CTNFB -19 ans                              | 35  | 24 | 10 | 5 | 9  | 43 | 37 | +6   |
| 8    | Pointe-aux-Sables Mates                    | 32  | 24 | 8  | 8 | 8  | 39 | 44 | -5   |
| 9    | Entente Boulet Rouge-Riche Mare Rovers (P) | 27  | 24 | 6  | 9 | 9  | 28 | 45 | -17  |
| 10   | Faucon Flacq SC (P)                        | 24  | 24 | 6  | 6 | 12 | 23 | 34 | -11  |
| 11   | AS Rivière du Rempart                      | 22  | 24 | 5  | 7 | 12 | 30 | 40 | -10  |
| 12   | Étoile de l'Ouest (Bambous)                | 17  | 24 | 4  | 5 | 15 | 40 | 61 | -21  |
| 13   | US Beau-Bassin/Rose Hill                   | 15  | 24 | 3  | 6 | 15 | 19 | 62 | -43  |

| Légende : Qualifications et relégations | Légende : Qualifications et relégations                                                       |
| --------------------------------------- | --------------------------------------------------------------------------------------------- |
|                                         | Qualification pour la Coupe des clubs champions de l'océan Indien 2011                        |
|                                         | Relégation directe en deuxième division                                                       |
|                                         | (T) : Tenant du titre (P) : Promu de deuxième division (C) : Vainqueur de la Coupe de Maurice |

## Bilan de la saison
| Championnat de Maurice de football 2010          |                             |
| Champion                                         | Pamplemousses SC (2e titre) |
| Coupes et trophées                               |                             |
| Vainqueur de la Coupe de Maurice 2010            | AS Vacoas-Phoenix           |
| Qualifications continentales                     |                             |
| Coupe des clubs champions de l'océan Indien 2011 | Pamplemousses SC            |
| Promotions et relégations                        |                             |
| Promus en Barclays League                        | US Highlands                |
| Promus en Barclays League                        | Cercle de Joachim SC        |
| Relégués en First League                         | US Beau-Bassin/Rose Hill    |